# Mistrzostwa Świata Juniorów w Narciarstwie Alpejskim 2018
37. Mistrzostwa świata juniorów w narciarstwie alpejskim – zawody w narciarstwie alpejskim, które odbyły się w dniach 30 stycznia – 8 lutego 2018 roku na trasach w szwajcarskim ośrodku narciarskim Davos. Rozegranych zostało po 5 konkurencji dla kobiet i mężczyzn, a także zawody drużynowe. W klasyfikacji medalowej zwyciężyli reprezentanci gospodarzy, zdobywając 11 medal, w tym 6 złotych, 2 srebrne i 3 brązowe.
Były to piąte zawody tego cyklu organizowane w Szwajcarii i pierwsze, które odbyły się w Davos.

## Wyniki
| Pozycja | Zawodnik       | Narodowość | Czas    |
| ------- | -------------- | ---------- | ------- |
|         | Marco Odermatt | Szwajcaria | 2:20,18 |
|         | Sam Mulligan   | Kanada     | 2:20,20 |
|         | Lars Rösti     | Szwajcaria | 2:20,21 |
| 4.      | Semyel Bissig  | Szwajcaria | 2:20,45 |
| 5.      | Filip Forejtek | Czechy     | 2:20,46 |
| 6.      | Jeffrey Read   | Kanada     | 2:20,47 |

| Pozycja | Zawodnik           | Narodowość | Czas    |
| ------- | ------------------ | ---------- | ------- |
|         | Kajsa Vickhoff Lie | Norwegia   | 1:10,10 |
|         | Juliana Suter      | Szwajcaria | 1:10,38 |
|         | Julija Pleszkowa   | Rosja      | 1:10,65 |
| 4.      | Marte Berg Edseth  | Norwegia   | 1:10,73 |
| 4.      | Julia Scheib       | Austria    | 1:10,73 |
| 6.      | Noemie Kolly       | Szwajcaria | 1:10,76 |

| Pozycja | Zawodnik          | Narodowość        | Czas    |
| ------- | ----------------- | ----------------- | ------- |
|         | Marco Odermatt    | Szwajcaria        | 1:07,59 |
|         | River Radamus     | Stany Zjednoczone | 1:08,47 |
|         | Luke Winers       | Stany Zjednoczone | 1:08,50 |
| 4.      | Johan Hagberg     | Szwecja           | 1:08,77 |
| 5.      | Cameron Alexander | Kanada            | 1:08,89 |
| 6.      | Raphael Haaser    | Austria           | 1:09,08 |

| Pozycja | Zawodnik           | Narodowość        | Czas    |
| ------- | ------------------ | ----------------- | ------- |
|         | Kajsa Vickhoff Lie | Norwegia          | 1:12,22 |
|         | Franziska Gritsch  | Austria           | 1:12,27 |
|         | Stephanie Jenal    | Szwajcaria        | 1:12,85 |
| 4.      | Patricia Mangan    | Stany Zjednoczone | 1:12,96 |
| 5.      | Julia Scheib       | Austria           | 1:13,23 |
| 6.      | Marte Monsen       | Norwegia          | 1:13,29 |

| Pozycja | Zawodnik             | Narodowość | Czas    |
| ------- | -------------------- | ---------- | ------- |
|         | Marco Odermatt       | Szwajcaria | 1:39,47 |
|         | Fabio Gstrein        | Austria    | 1:40,44 |
|         | Albert Popow         | Bułgaria   | 1:40,79 |
| 4.      | Alex Vinatzer        | Włochy     | 1:41,14 |
| 5.      | Gustav Rosberg Vøllo | Norwegia   | 1:41,42 |
| 6.      | Alberto Blengini     | Włochy     | 1:41,77 |

| Pozycja | Zawodnik              | Narodowość | Czas    |
| ------- | --------------------- | ---------- | ------- |
|         | Julia Scheib          | Austria    | 1:39,66 |
|         | Katharina Liensberger | Austria    | 1:39,79 |
|         | Riikka Honkanen       | Finlandia  | 1:40,60 |
| 4.      | Aline Danioth         | Szwajcaria | 1:40,75 |
| 5.      | Marte Monsen          | Norwegia   | 1:41,08 |
| 6.      | Marte Berg Edseth     | Norwegia   | 1:41,09 |

| Pozycja | Zawodnik               | Narodowość | Czas    |
| ------- | ---------------------- | ---------- | ------- |
|         | Clément Noël           | Francja    | 1:45,31 |
|         | Alex Vinatzer          | Włochy     | 1:48,08 |
|         | Joachim Jagge Lindstøl | Norwegia   | 1:48,49 |
| 4.      | Fabio Gstrein          | Austria    | 1:48,63 |
| 5.      | Semyel Bissig          | Szwajcaria | 1:48,92 |
| 6.      | Lucas Braathen         | Norwegia   | 1:49,43 |

| Pozycja | Zawodnik          | Narodowość        | Czas    |
| ------- | ----------------- | ----------------- | ------- |
|         | Meta Hrovat       | Słowenia          | 1:46,51 |
|         | Franziska Gritsch | Austria           | 1:47,23 |
|         | Aline Danioth     | Szwajcaria        | 1:47,76 |
| 4.      | Katie Hensien     | Stany Zjednoczone | 1:48,47 |
| 5.      | Martina Peterlini | Włochy            | 1:49,55 |
| 6.      | Sara Rask         | Szwecja           | 1:49,65 |

| Pozycja | Zawodnik         | Narodowość | Czas    |
| ------- | ---------------- | ---------- | ------- |
|         | Marco Odermatt   | Szwajcaria | 2:01,77 |
|         | Semyel Bissig    | Szwajcaria | 2:02,02 |
|         | Raphael Haaser   | Austria    | 2:02,67 |
| 4.      | Manuel Traninger | Austria    | 2:03,24 |
| 5.      | Matthias Iten    | Szwajcaria | 2:03,41 |
| 6.      | Arnaud Boisset   | Szwajcaria | 2:03,68 |

| Pozycja | Zawodnik                    | Narodowość | Czas    |
| ------- | --------------------------- | ---------- | ------- |
|         | Aline Danioth               | Szwajcaria | 2:03,41 |
|         | Meta Hrovat                 | Słowenia   | 2:03,97 |
|         | Franziska Gritsch           | Austria    | 2:04,57 |
| 4.      | Lisa Grill                  | Austria    | 2:05,23 |
| 5.      | Kajsa Vickhoff Lie          | Norwegia   | 2:05,28 |
| 6.      | Katrin Hirtl-Stanggassinger | Niemcy     | 2:05,29 |

### Drużynowo
| Konkurencja           | Data     | Złoto                                                                      | Srebro                                                                                | Brąz                                                                       |
| Rywalizacja drużynowa | 3 lutego | Szwajcaria · Camille Rast · Marco Odermatt · Aline Danioth · Semyel Bissig | Norwegia · Kajsa Vickhoff Lie · Lucas Braathen · Kaja Norbye · Joachim Jagge Lindstøl | Austria · Julia Scheib · Simon Rueland · Franziska Gritsch · Fabio Gstrein |

## Klasyfikacja medalowa
| Miejsce | Państwo           |   |   |   | złoto · srebro · brąz |
| ------- | ----------------- | - | - | - | --------------------- |
| 1.      | Szwajcaria        | 6 | 2 | 3 | 11                    |
| 2.      | Norwegia          | 2 | 1 | 1 | 4                     |
| 3.      | Austria           | 1 | 4 | 3 | 8                     |
| 4.      | Słowenia          | 1 | 1 | 0 | 2                     |
| 5.      | Francja           | 1 | 0 | 0 | 1                     |
| 6.      | Stany Zjednoczone | 0 | 1 | 1 | 2                     |
| 7.      | Kanada            | 0 | 1 | 0 | 1                     |
| 7.      | Włochy            | 0 | 1 | 0 | 1                     |
| 9.      | Bułgaria          | 0 | 0 | 1 | 1                     |
| 9.      | Finlandia         | 0 | 0 | 1 | 1                     |
| 9.      | Rosja             | 0 | 0 | 1 | 1                     |